# تياغو فيرنانديز
تياغو فيرنانديز : مواليد ( 3 أبريل 2004) هو لاعب كرة قدم أرجنتيني يلعب كجناح لنادي فيليز سارسفيلد في الدوري الأرجنتيني .